# Золотое кольцо (ансамбль)
Золотое кольцо — советский и российский эстрадный ансамбль, созданный в 1988 году.

## История
Основан в 1988 выпускником музыкального училища имени Гнесиных Александром Костюком, который решил объединить народную музыку (русскую, украинскую, белорусскую) и современный инструментарий (синтезаторы, электронные ударные, электробалалайки и т. п.). Костюк пригласил в «Золотое кольцо» лучших музыкантов руководимого им ансамбля «Былина» (все исполнители закончили Российскую академию музыки им. Гнесиных). Чуть раньше Александр определился с выбором солистки: ею стала Надежда Кадышева, работавшая до этого в московском женском ансамбле «Россияночка». Тексты для группы стал писать Владимир Степанов. С 1989 ансамбль «Золотое кольцо» работал в Смоленской областной филармонии.
Сразу же после образования коллектива Александр Костюк занялся работой по поиску и восстановлению народных музыкальных инструментов. Сейчас ансамбль «Золотое кольцо» использует в своем творчестве более семи десятков оригинальных инструментов.
Коллектив быстро приобрел широкую известность и начал обширную гастрольную деятельность. Ансамбль выступал в США, Германии, Бельгии, Швейцарии, Италии, Боливии. Особое место в гастрольном графике заняла Япония, которую ансамбль посетил шесть раз (японские слушатели наградили ансамбль «Золотое кольцо» званием «народного классического»).
В начале 1995 был выпущен альбом ансамбля «Виновата ли я…», сразу ставший бестселлером. Второй альбом, получивший название «Течёт ручей», оказался ещё более продаваемым — около десяти недель альбом продержался в десятке самых продаваемых альбомов в дистрибьюторской сети студии «СОЮЗ». Специально для концертной программы «Печальный ветер» ансамбль заказал у известного московского кутюрье Александры Грузиновой оригинальные костюмы, которые, по замыслу модельера, должны совмещать в себе признаки как высокой моды, так и «народности». Альбом «Уходи, горе» в 1998 году получил премию «Рекордъ» в номинации «Альбом года».
С альбомом «Ах, судьба моя, судьба» (2000) ансамбль был на гастролях в Германии. В альбоме нет собственно народных песен: музыка художественного руководителя ансамбля А. Костюка, тексты — поэтов В. Пеленягрэ, В. Степанова, В. Чурсова, А. Стефанова.
В 2005 году на севере Москвы для посетителей открылся Национальный театр народной музыки и песни «Золотое кольцо».
В 2025 году СМИ отметили резкий всплеск интереса к ансамблю со стороны молодёжи. Стриминг-сервис «Звук» зафиксировал семикратный рост числа прослушиваний песен с октября 2023 по октябрь 2024 года, а число ежемесячных слушателей «Золотого кольца» на «Яндекс Музыке» достигло 1 327 262 человек. Все 10 тысяч билетов на концерт в Зеленом театре парка Горького были раскуплены за 5 месяцев до события, в результате чего было принято решение дать ещё один концерт. Рост популярности связывают с вирусной популярностью треков в TikTok, модой на русский фольклор и своевременно запущенным Надеждой Кадышевой конкурсом ремиксов на песню «Плывет веночек».

## Дискография

### Audio CD
- Виновата ли я… (Студия Союз, 1995)
- Течёт ручей (Студия Союз, 1995)
- Печальный ветер (Студия Союз, 1995)
- Очаровательные глазки (Студия Союз, 1996)
- Уходи, горе (Студия Союз, 1997)
- The Best (Студия Союз, 1998)
- Милая роща (Студия Союз, 1998)
- Зачем это лето… (Студия Союз, 1999)
- Ах, судьба моя, судьба (Студия Союз, 2000)
- Подари, березка (Студия Союз, 2002)
- Плачет дождик (Квадро Диск, 2003)
- Когда-нибудь (Студия Союз, 2003)
- Широка река (Студия Союз, 2004)
- Песни Из Музыкальной Сказки «Тёпа И Его Друзья» (Студия Союз, 2004)
- Моя любовь (Студия Союз, 2006)
- Русский альбом (Квадро Диск, 2006)
- Посвящение земле русской (Квадро Диск, 2007)
- Зажигаем вновь!!! (Студия Союз, 2008)
- И вновь любовь… (Квадро Диск, 2009)
- Сударушка (Квадро Диск, 2010)
- И льется песня… (Квадро диск, 2012)
- Светят звёзды (Квадро диск, 2013)
- Ты рядом (Квадро Диск, 2014)
- Всё как прежде (United Music Group, 2018)

### Видеокассеты
- Печальный ветер (Студия Союз, 1995)
- The Best (Студия Союз, 1998)
- Ах, судьба моя, судьба (Студия Союз, 2000)
- Словно тысячу лет назад. Концерт (Студия Союз, 2001)
- Когда-нибудь (Студия Союз, 2004)

### DVD
- Когда-нибудь (Студия Союз, 2004, 2007)
- 20 лет в кругу друзей. Юбилейный концерт (ICA MUSIC, 2005)
- Моя любовь. Концерт (Студия Союз, 2006)
- The Best (Студия Союз, 2007)
- Ах, судьба моя, судьба (Студия Союз, 2007)
- Словно тысячу лет назад. Концерт (Студия Союз, 2007)
- Юбилейный концерт «Зажигаем вновь…» 25 лет (Квадро Диск, 2009)
- Будь счастлив! Концерт 1995 г. (Квадро диск, 2012)

## Награды
- 2001 — лауреат премии «Овация» в категории «Фолк-группа года»[5].